# Binært beslutningsdiagram
Inden for datalogi er et binært beslutningsdiagram (eng. binary decision diagram, forkortet BDD) en datastruktur som effektivt repræsenterer en Boolsk funktion. På et mere abstrakt niveau kan BDD'er ses som komprimerede repræsentationer af matematiske mængder eller relationer. I modsætning til andre komprimerede repræsentationer af Boolske funktioner fungerer operationer direkte på BDD'er uden at man behøver at dekomprimere dem.